# 青田勝
青田 勝（あおた かつ、1902年10月24日 - 1986年2月9日）は、日本の翻訳家。日本推理作家協会会員。

## 経歴
東京市下谷区三輪町に生まれる。1927年（昭和2年）東京帝国大学文学部英文科卒業。
1932年（昭和7年）東京府立第五中学校教師、1935年（昭和10年）東京府立第十中学校教師、1950年（昭和25年）から1969年（昭和44年）までユニバーサル映画の字幕翻訳家をへて、エラリー・クイーン、パトリシア・ハイスミス『太陽がいっぱい』など推理小説を翻訳した。

## 翻訳
- 『黒い罠』（ウィット・マスタースン、早川書房、世界探偵小説全集） 1958
- 『黒は死の装い』（ジョナサン・ラティマー、早川書房） 1961
- 『七つの欺瞞』（ウイリアム・P・マッギヴァーン、早川書房） 1963
- 『太陽がいっぱい』（パトリシア・ハイスミス、角川文庫） 1971 、新版改題「リプリー」2000
- 『シカゴ・ブルース』（フレドリック・ブラウン、創元推理文庫） 1971
- 『ロボット市民』（イアンド・バインダー、創元推理文庫） 1970
- 『見知らぬ乗客』（パトリシア・ハイスミス、角川文庫） 1972
- 『手斧が首を切りにきた』（フレドリック・ブラウン、創元推理文庫） 1973

### エラリー・クイーン
- 『エジプト十字架の秘密』（エラリー・クイーン、早川書房） 1956 、のち文庫
- 『途中の家』（エラリー・クイーン、早川書房） 1956 、のち文庫
- 『緋文字』（エラリー・クイーン、早川書房） 1956
- 『クイーン警部自身の事件』（エラリー・クイーン、早川書房） 1957 、のち改題『クイーン警視自身の事件』
- 『ダブル・ダブル』（エラリー・クイーン、早川書房） 1957 、のち文庫
- 『ドラゴンの歯』（エラリー・クイーン、早川書房、世界探偵小説全集） 1957
- 『シャム双生児の秘密』（エラリー・クイーン、早川書房） 1958 、のち文庫
- 『最後の一撃』（エラリー・クイーン、早川書房） 1958 、のち文庫
- 『十日間の不思議』（エラリー・クイーン、早川書房、世界探偵小説全集） 1959
- 『悪の起源』（エラリー・クイーン、早川書房） 1959 、のち文庫
- 『クィーン検察局』（エラリー・クイーン、早川書房） 1960 、のち文庫
- 『ガラスの村』（エラリー・クイーン、早川書房） 1960 、のち文庫
- 『盤面の敵』（エラリー・クイーン、早川書房） 1965 、のち文庫
- 『二百万ドルの死者』（エラリー・クイーン、早川書房） 1967
- 『クイーンのフルハウス』（エラリー・クイーン、早川書房） 1968
- 『三角形の第四辺』（エラリー・クイーン、早川書房） 1969
- 『孤独の島』（エラリー・クイーン、早川書房） 1970
- 『真鍮の家』（エラリー・クイーン、早川書房） 1971 、のち文庫
- 『エジプト十字架の秘密 / 災厄の町 / 最後の女』（エラリー・クイーン、早川書房、世界ミステリ全集3） 1972
- 『エラリー・クイーンの事件簿』1 - 2（エラリー・クイーン、創元推理文庫） 1972 - 1974
- 『クイーン犯罪実験室』（エラリイ・クイーン、早川書房） 1973
- 『心地よく秘密めいた場所』（エラリイ・クイーン、早川書房） 1974 、のち文庫
- 『悪魔の報復』（エラリイ・クイーン、創元推理文庫） 1975
- 『第八の日』（エラリイ・クイーン、ハヤカワ文庫） 1976
- 『災厄の町』（エラリイ・クイーン、ハヤカワ・ミステリ文庫） 1977
- 『ハートの4』（エラリイ・クイーン、創元推理文庫） 1979
- 『フォックス家の殺人』（エラリイ・クイーン、ハヤカワ・ミステリ文庫） 1981